# Vương Thừa Tông
Vương Thừa Tông (chữ Hán: 王承宗, bính âm: Wang Chengzong, 788 - 820), là Tiết độ sứ Thành Đức dưới thời nhà Đường trong lịch sử Trung Quốc. Sau khi kế nhiệm cha là Vương Sĩ Chân năm 809, ông hứa cắt đất hai châu Đức, Lệ để đổi lấy sự công nhận của nhà Đường, nhưng về sau không thực hiện, dẫn đến cuộc chiến tranh kéo dài hơn một năm (809 - 810) nhưng chưa phân thắng thua. Đến năm 815, do Vương Thừa Tông viện trợ quân sự cho các tiết độ sứ chống nhà Đường ở Bình Lư và Chương Nghĩa, triều đình tiến hành cuộc thảo phạt lần thứ hai đối với Thành Đức, cuối cùng buộc ông phải đồng ý thần phục năm 818, sau thất bại của Ngô Nguyên Tế ở Chương Nghĩa. Do quá lo lắng trước sự lớn mạnh của quân triều đình, Vương Thừa Tông sớm mắc bệnh và qua đời năm 820. Người em trai của ông là Vương Thừa Nguyên từ chối kế nhiệm, kết thúc 38 năm cai trị của họ Vương ở Thành Đức.

## Thân thế và thời trẻ
Vương Thừa Tông chào đời năm 788 dưới thời vua Đức Tông nhà Đường (779 - 805). Ông là con trai trưởng của Vương Sĩ Chân, cháu đích tôn của tiết độ sứ lúc đó là Vương Vũ Tuấn, song không rõ mẫu thân của ông là ai. Lúc Vương Thừa Tông chào đời thì tổ phụ ông đã nắm quyền cai trị ở trấn Thành Đức được 6 năm, còn phụ thân ông đang giữ chức tiết độ phó sứ.
Năm 801, Vương Sĩ Chân lên kế nhiệm Vương Vũ Tuấn. Theo tục lệ của Hà Bắc tam trấn, Vương Thừa Tông với thân phận trưởng tử, được lĩnh chức tiết độ phó sứ, xem như nắm quyền kế nhiệm về sau. Trong thời gian cai trị của phụ thân, ngoài chức phó sứ, Vương Thừa Tông được ban các chức Trấn châu đại đô đốc phủ hữu tư mã, Tri quân châu sự, Ngự sử đại phu, Đô tri binh mã sử...

## Chống triều đình lần thứ nhất
Năm 809, Vương Sĩ Chân qua đời. Ba quân ủng hộ Vương Thừa Tông làm Thành Đức lưu hậu. Không bao lâu sau đó, thúc phụ của Thừa Tông là Vương Sĩ Tắc thấy việc ông tự lập là trái phép, lo sợ sẽ Thừa Tông bị triều đình xử phạt thì liên lụy tới mình nên trốn khỏi đất Triệu và xin theo về với nhà Đường, được vua Đường Hiến Tông (805 - 820) phong làm Thần Sách đại tướng quân. Hiến Tông muốn phá bỏ chế độ cha truyền con nối ở Hà Bắc nên không đồng tình việc tự lập của Vương Thừa Tông, muốn hưng binh thảo phạt. Đại thần Bùi Tịch can rằng
Lý Nạp phụng sự không cung kính, Vương Vũ Tuấn thì có công với quốc gia. Bệ hạ trước kia để hứa cho Lý Sư Đạo (Tiết độ sứ Bình Lư), nay lại đoạt quyền của Thừa Tông, thì hắn sẽ không phục.
Do vậy triều đình tranh nghị mãi vẫn không quyết định được. Tể tướng Lý Giáng thì cho rằng họ Vương cai trị ở Thành Đức đã lâu, lại có giao hảo với các trấn lân cận, nay nếu động binh thì chưa dễ đã thắng được. Tả trung úy Thổ Đột Thừa Thôi và tiết độ sứ Chiêu Nghĩa Lư Tòng thì thuộc phe chủ chiến, tranh nghị không dứt. Lúc này Vương Thừa Tông cũng lo sợ, nên sai sứ vào triều trần tình. Đến tháng 8, Nhà Vua sai Bùi Vũ đến tuyên dụ, Thừa Tông đáp
Ba quân bức bách, không thể tuân theo triều chỉ, nay xin cắt đất hai châu Đức, Lệ dâng lên, xin được ở trấn.
Tháng 9 ÂL, Bùi Vũ đem việc này tâu lên. Vua Hiến Tông bằng lòng, phong cho Vương Thừa Tông làm Ân Huy tướng quân, Tả Kim Ngô vệ đại tướng quân đồng chánh, Kiểm giáo Công bộ thượng thư, Trấn châu đại đô đốc phủ trưởng sử, Ngự sử đại phu, Thành Đức quân tiết độ sứ, Hằng Ký Thâm Triệu đẳng châu quan sát sứ. Lãnh thổ hai châu Đức, Lệ lập thành trấn Bảo Tín do Tiết Xương Triều (con rể của Vương Vũ Tuấn, con trai cố tiết độ sứ Chiêu Nghĩa Tiết Tung) cai quản.
Tiết độ sứ Ngụy Bác Điền Quý An sai người nhắn với Vương Thừa Tông rằng Tiết Xương Triều đã bí mật câu kết với triều đình để được lãnh tiết việt. Thừa Tông giận, sai 100 kị binh đến bắt Xương Triều giải về giam ở Chân Định. Hiến Tông được tin tức giận, sai trung sứ Cảnh Trung Tín đến Thành Đức yêu cầu ông thả Tiết Xương Triều nhưng ông không nghe. Nhà Vua tức giận, hạ chiếu tước hết quan tước của Vương Thừa Tông và cử quân thảo phạt. Quân Thần Sách của triều đình do Thổ Đột Thừa Thôi chỉ huy, triệu tập thêm quân các trấn xung quanh cùng tiến hành thảo phạt.
Quân đội các trấn Hà Đông, Hà Trung, Chấn Vũ và Nghĩa Vũ cùng tấn công Thành Đức từ phía bắc, trong khi quân của Thổ Đột Thừa Thôi tấn công từ phía nam. Tiết độ sứ Lư Long là Lưu Tế cũng chỉ huy một đội quân tấn công từ phía đông. Tuy nhiên quân các trấn không phục Thổ Đột Thừa Thôi cầm quân, do đó lực lượng triều đình thiếu sự đoàn kết. Tinh thần của quân triều đình còn xuống thấp hơn sau khi tướng Lý Định Tiến bị chết trận đầu năm 810.
Tiết độ sứ Chiêu Nghĩa Lư Tòng bề mặt ủng hộ triều đình nhưng bên trong ngầm liên kết với Vương Thừa Tông. Nhà Vua biết được, lệnh cho Thổ Đột Thừa Thôi bắt Lư Tòng giải về kinh sư tống giam, Mạnh Nguyên Dương lên thay làm tiết độ sứ Chiêu Nghĩa. Thấy Lư Tòng bị bắt, Vương Thừa Tông có vẻ lo lắng nên gửi thư đến triều đình trung ương, xin thần phục và cống nộp đầy đủ. Đồng minh của Vương Thừa Tông là tiết độ sứ Bình Lư Lý Sư Đạo cũng dâng thư với lời lẽ tương tự. Triều đình thấy rằng dụng binh đã lâu mà không có kết quả, nên các tể thần thống nhất với nhau và quyết định xá tội cho ông vào mùa hạ năm 810, không hỏi gì đến hai châu Đức, Lệ. Đáp lại, Vương Thừa Tông sai người đưa Tiết Xương Triều và Trường An, lĩnh chức Hữu Vũ Vệ tướng quân. Chiến dịch thứ nhất kết thúc với chiến thắng dành cho quân Triệu.

## Giữa hai chiến dịch
Những năm tiếp theo, quân triều đình tiếp tục tiến hành chiến dịch tiêu diệt nhiều phiên trấn khác, mà mặt trận chính là chiến dịch tiêu diệt tiết độ sứ Chương Nghĩa Ngô Nguyên Tế. Ngô Nguyên Tế sai sứ đến Thành Đức và Bình Lư cầu viện Vương Thừa Tông cùng Lý Sư Đạo. Hai người đều sai sứ đến triều đình nhà Đường xin Nhà Vua ân xá cho Ngô Nguyên Tế, song không được chấp thuận. Đáp lại, Lý Sư Đạo cử quân hỗ trợ Ngô Nguyên Tế tập kích lực lượng triều đình đóng ở xung quanh thành Lạc Dương. Vương Thừa Tông sai sứ giả là Doãn Thiếu Khanh đến Trường An xin phong tiết việt cho Ngô Nguyên Tế, nhưng Thiếu Khanh lại bày tỏ thái độ không tôn trọng đối với các tể tướng nên bị tể tướng Võ Nguyên Hoành nên bị đuổi khỏi trung thư. Vương Thừa Tông biết chuyện này, liền dâng sớ lên nhà vua, bới móc những việc xấu của Nguyên Hoành.
Lý Sư Đạo lập kế ám sát tể tướng Võ Nguyên Hoành và Bùi Độ ở đường phố, những người chủ ý tiêu diệt phiên trấn rồi lại dâng biểu xin vua bãi binh. Cuối cùng Võ Nguyên Hoành bị giết nhưng Bùi Độ may mắn thoát được.Hiến Tông bị kinh động một phen, cũng hạ lệnh các tể tướng khi vào triều đều được phép đem theo kị sĩ bảo vệ, nhưng các đại thần vẫn lo sợ. Hiến Tông vì sự việc trước đó, cho rằng việc này là do Vương Thừa Tông chủ mưu và tám tướng Thành Đức đang ở Trường An, đứng đầu là Trương Yến tiến hành. Chú Vương Thừa Tông là Vương Sĩ Tắc cũng hùa theo nói xấu ông. Các tướng Thành Đức bị bắt giam và bị Bùi Độ, Trần Trung Sư thẩm vấn, cuối cùng không hiểu lý do vì sao mà họ lại nhận tội, cuối cùng đều bị hành quyết. Mùa thu năm 815, triều đình nhà Đường hạ chiếu kể tội của ông nhưng chưa tiến hành thảo phạt ngay mà khuyên Thừa Tông hãy biết ăn năn, tự kiểm.
Trong lúc này ở Ngụy Bác, tiết độ sứ Điền Hoằng Chánh lên thay Điền Quý An (812), tỏ ra tuân phục triều đình. Vương Thừa Tông nhiều lần cho quân cướp phá Ngụy Bác, khiến Điền Hoằng Chánh rất tức giận, xin triều đình cho mình dẫn quân tấn công Thành Đức. Vua Hiến Tông, chiến dịch chống Thành Đức lần thứ hai dưới thời Nguyên Hòa bắt đầu. Về sau Hiến Tông mới biết chủ mưu thực sự là Lý Sư Đạo, nhưng do đã cử binh thảo phạt Thành Đức và Hoài Tây nên ông không còn binh mã trong tay để chống Lý Sư Đạo.

## Chống triều đình lần thứ hai
Tuy nhiên quân Ngụy Bác chỉ được đánh phá một số vùng giáp ranh chứ không tiến xa vào địa phận các châu. Nhà Vua sai thêm quân các trấn Nghĩa Vũ, Tuyên Vũ cùng hợp quân với Điền Hoằng Chánh. Đáp lại, Vương Thừa Tông cho quân đánh phá lãnh thổ Lư Long, Nghĩa Vũ và Hoành Hải. Các Tiết độ sứ ở những nơi này cùng dâng thư xin triều đình thảo phạt Thành Đức, Nhà Vua nghe theo, bất chấp sự phản đối của một số tể tướng. Cuối năm 816, có chiếu bãi quan tước của Vương Thừa Tông. Quân đội sáu trấn Hà Đông, Lư Long, Nghĩa Vũ, Hoành Hải, Ngụy Bác và Chiêu Nghĩa được lệnh đánh vào Thành Đức, nhưng quân đội năm trấn không tiến sâu, chỉ có tiết độ sứ Chiêu Nghĩa Si Sĩ Mĩ là đánh hăng nhất và giành một số chiến thắng quan trọng. Về sau tiết độ sứ Nghĩa Vũ Hồn Hạo đem quân đánh Thành Đức giành nhiều chiến thắng nên cho tiến vào sâu hơn, đóng quân cách Hằng châu chỉ còn 30 dặm. Vương Thừa Tông bí mật sai quân thâm nhập địa phận Nghĩa Vũ cướp phá các thành ấp khiến Hồn Hạo lo lắng và dao động. Do đó khi đem quân giao chiến trận tiếp theo trong địa phận Hằng châu, Hồn Hạo bị quân Triệu đánh tan tác, Hạo bỏ trốn và Định châu. Triều đình có chiếu lấy thứ sử Dịch châu Trần Sở thay Hạo làm tiết độ sứ Nghĩa Vũ. Quân trung nghe được kéo đến cướp phá nhà Hạo, lấy cả y phục của gia thần khiến họ lỏa lồ. Trần Sở vào Định châu, ra sức trấn áp được và sai quân hộ tống Hồn Hạo và Trường An. Quân Triệu còn đánh bại Si Sĩ Mĩ một trận tại Bách Hương, giết 5000 người.
Vương Thừa Tông tìm cách cắt đứt đường vận chuyển từ Hoành Hải đến Thương châu bằng cách cử 20.000 binh vào Đông Quang, phá cầu tiệt đường. Trình Quyền là Tiết độ sứ ở Hoành Hải không chống nổi, phải cho quân rút về Thương châu.
Lúc này thấy việc thảo phạt các trấn đã lâu không giành thắng lợi, tiền của tiêu tốn cho việc này đã vét gần cạn ngân khố, nên Hiến Tông tỏ ý chán nản. Tể tướng Lý Phùng Cát đề nghị chỉ tập trung đánh vào Chương Nghĩa trước rồi sau mới đánh các trấn khác. Hiến Tông nghe theo, nên vào mùa hạ năm 817 hạ lệnh cho các trấn rút quân khỏi Triệu, hợp sức đánh Sở. Mùa đông năm 817, đại tướng Lý Tố tiến vào thành Thái châu, giết chết Ngô Nguyên Tế. Vương Thừa Tông nghe tin, bắt đầu lo sợ, cầu cứu đến Điền Hoằng Chánh. Theo lời khuyên từ Hoằng Chánh, ông quyết định sai hai con là Vương Tri Cảm, Vương Tri Tín cùng nha tướng Thạch Tấn đến triều đình làm con tin, xin được thần phục, đồng thời dâng hai châu Đức, Lệ cho triều đình kiểm soát. Điền Hoằng Chính cũng hết lời cầu xin cho ông. Hiến Tông cuối cùng chấp thuận, khôi phục quan tước cho ông là Ngân Thanh Quang Lộc đại phu, Kiểm giáo lại bộ thượng thư, Trấn châu đại đô đốc phủ trưởng sử, Ngự sử đại phu, Thành Đức quân tiết độ sứ, Hằng Ký Thâm Triệu quan sát. Lãnh thổ Thành Đức vào thời điểm này chỉ còn 4 châu Hằng, Ký, Thâm, Triệu; hai châu Đức, Lệ sáp nhập vào trấn Hoành Hải. Năm 818, gia Kim tử Quang lộc đại phu, Kiểm giáo thượng thư tả phó xạ.

## Qua đời
Trong khi đó triều đình lại tiến hành thảo phạt Lý Sư Đạo. Em trai ông là Vương Thừa Nguyên đề nghị cử quân giúp triều đình nhưng ông không chấp thuận. Tuy nhiên về sau thì Lý Sư Đạo cũng bị triều đình tiêu diệt.
Mùa đông năm 820 đời Đường Mục Tông (820 - 824), Vương Thừa Tông qua đời ở trấn, thọ 33 tuổi, truy tặng là Thị trung. Các tướng sĩ dưới quyền giấu không phát tang, dự định tìm người kế nhiệm ông. Do hai con của Thừa Tông đang làm con tin tại Trường An, tướng sĩ không biết nên lập ai. Về sau tham mưu Thôi Toại lấy lệnh của tổ mẫu họ Vương là Lương quốc phu nhân (vợ của Vương Vũ Tuấn), tôn Vương Thừa Nguyên, năm đó 20 tuổi, làm tiết độ lưu hậu. Nhưng Thừa Nguyên nhất quyết không chịu nhận. Nhưng Vương Thừa Nguyên vốn không muốn nhận chức Tiết độ sứ, lại bị tướng sĩ ép buộc, đành tạm nhận lời, rồi sai sứ đến triều đình bảy tỏ lòng trung thành và xin từ chức. Đáp lại, vua Mục Tông quyết định phong cho Tiết độ sứ Ngụy Bác Điền Hoằng Chánh đến đảm nhận chức Tiết độ sứ ở Thành Đức, dời Vương Thừa Nguyên đến trấn Nghĩa Thành, trấn Ngụy Bác do Lý Tố tiếp quản. Sau đó Vương Thừa Nguyên vâng mệnh rời trấn, chư tướng cố giữ lại nhưng không được đành phải chấp nhận. Họ Vương kể từ khi Vương Vũ Tuấn giết Lý Duy Nhạc năm 782 đến Vương Thừa Nguyên rời trấn năm 820, cai trị Thành Đức được 38 năm. Điền Hoằng Chánh trở thành tiết độ sứ, bắt đầu thời kì loạn lạc mới ở Thành Đức nói riêng và Hà Bắc tam trấn nói chung.